# Batatais
Batatais este un oraș în São Paulo (SP), Brazilia.

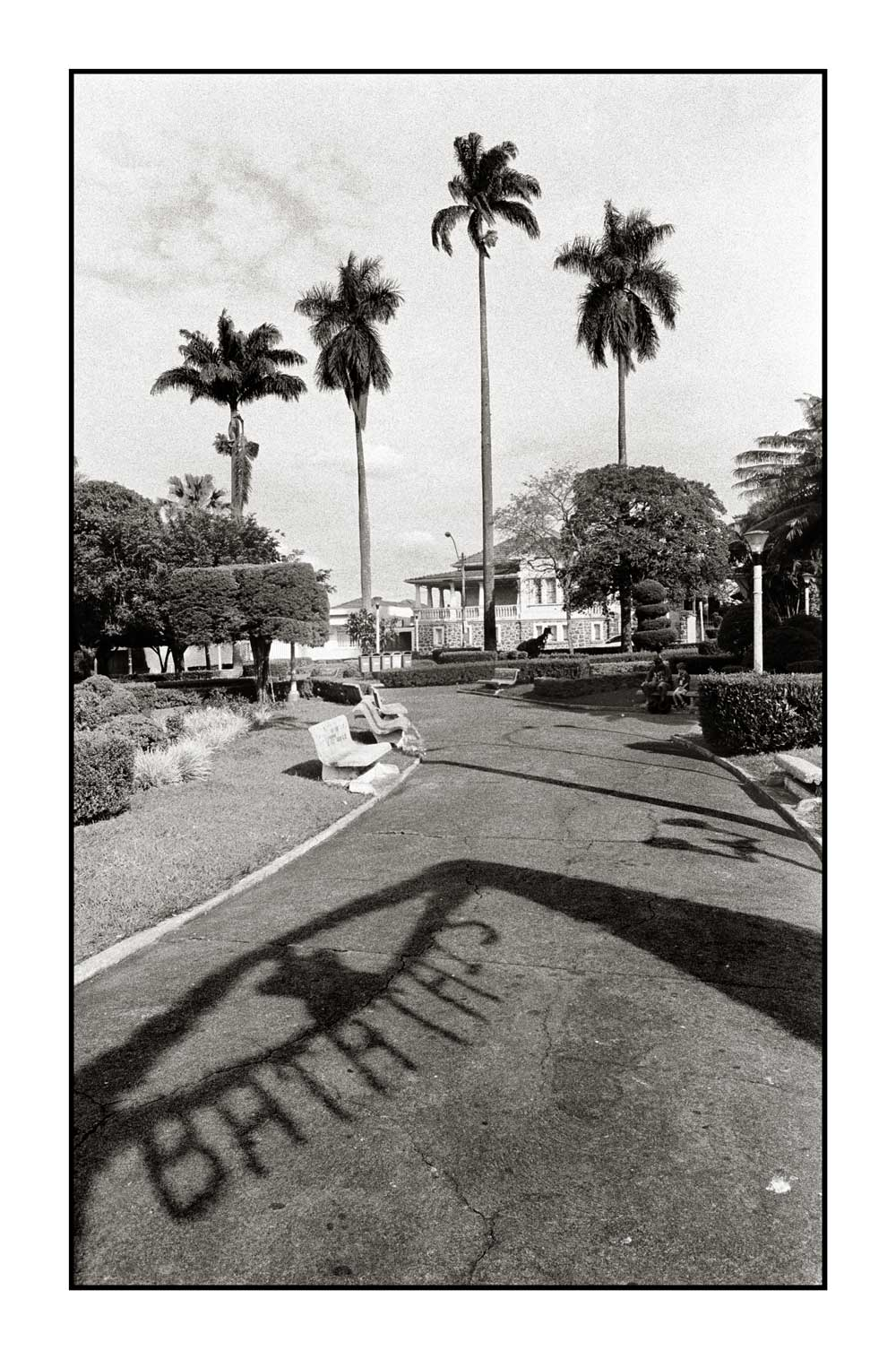